# Успенка (Локтевский район)
Успе́нка — село в Локтевском районе Алтайского края. Административный центр и единственный населённый пункт Успенского сельсовета.

## История
Основано в 1886 году. В 1928 году село Успенское состояло из 459 хозяйств, основное население — украинцы. В административном отношении являлось центром Успенского сельсовета Локтевского района Рубцовского округа Сибирского края.

## Население
| 1926  | 1997  | 1998  | 1999  | 2000  | 2001  | 2002  | 2003  | 2004  |
| ----- | ----- | ----- | ----- | ----- | ----- | ----- | ----- | ----- |
| 2700  | ↘1022 | ↗1047 | ↗1052 | ↗1085 | ↗1118 | ↘1096 | ↗1160 | ↘1158 |
| 2005  | 2006  | 2007  | 2008  | 2009  | 2010  | 2011  | 2012  | 2013  |
| ↘1127 | ↗1214 | ↘1202 | ↗1212 | ↘1197 | ↘1135 | ↘1126 | ↘1082 | ↘1032 |
| 2014  | 2015  | 2016  | 2017  | 2018  | 2019  | 2020  | 2021  |       |
| ↘1023 | ↘998  | ↗1002 | ↘972  | ↘955  | ↘930  | ↘916  | ↘886  |       |

### Гендерный состав
По результатам Всероссийской переписи населения 2010 года, в селе проживало 1135 человек (552 мужчины и 583 женщины).

## Улицы
| - ул. Заречная, - ул. Калинина, - ул. Линейная, - ул. Молодёжная, | - ул. Набережная, - ул. Неверовская, - ул. Новая, - ул. Октябрьская, | - ул. Садовая, - ул. Степная, - ул. Тенистая, - ул. Юбилейная. |

## Известные уроженцы
- Данилова, Нина Петровна (1947—2015) — советский и российский политический деятель.
- Ханинова, Римма Михайловна (род. 1955) — советская и российская поэтесса.